# John Purroy Mitchel

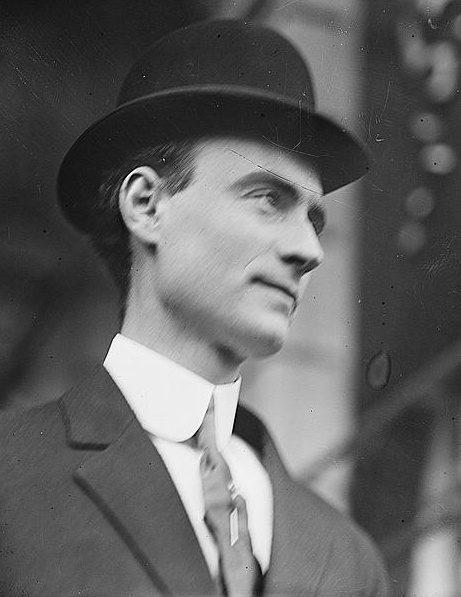
John Purroy Mitchel

John Purroy Mitchel (* 19. Juli 1879 in der Bronx, New York; † 6. Juli 1918 bei Lake Charles, Louisiana) war ein US-amerikanischer Politiker. Zwischen 1914 und 1917 war er Bürgermeister von New York City.

## Werdegang
John Mitchel besuchte die öffentlichen Schulen seiner Heimat einschließlich der Fordham Preparatory School. Danach studierte er bis 1899 am zur Columbia University gehörenden Columbia College. Nach einem anschließenden Jurastudium an der New York Law School und seiner 1902 erfolgten Zulassung als Rechtsanwalt begann er in diesem Beruf zu arbeiten. 1906 begann seine Tätigkeit für die Stadt New York, als er zum Ermittler in einem Korruptionsfall um John F. Ahearn, den Borough-Präsidenten von Manhattan, ernannt wurde. Seine Ermittlungen führten zu Ahearns Absetzung. In den folgenden Jahren war er mit ähnlichen Aufgaben für die Stadt betraut. Sein Einsatz gegen Korruption und Betrug brachte ihm die politische Unterstützung der Gegner der Gesellschaft von Tammany Hall ein, die sich in der sogenannten Fusion Party zusammengeschlossen hatten. 1909 wurde Mitchel Mitglied und Vorsitzender des Stadtrats. Im Jahr 1913 leitete er auch die New Yorker Bundeszollbehörde.
Im selben Jahr wurde Mitchel zum Bürgermeister von New York gewählt. Dieses Amt bekleidete er zwischen 1914 und 1917. Am 17. April 1914 wurde ein Attentat auf ihn verübt. Der Bürgermeister blieb unverletzt, ein umstehender Passant wurde verwundet. Anfänglich war er als Bürgermeister sehr populär. 

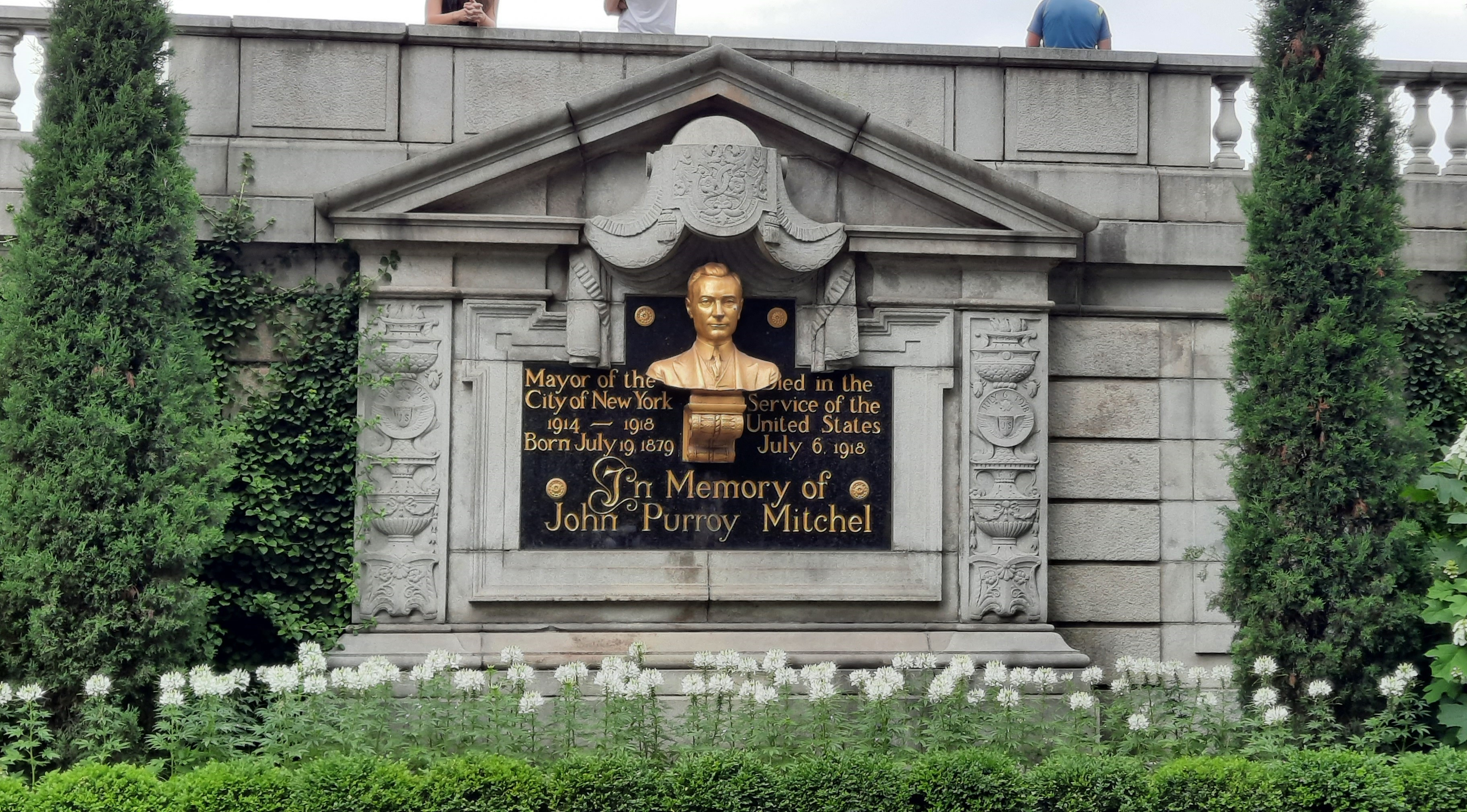
Gedenkstätte im Central Park in Manhattan

Er setzte sich für Reformen ein und reformierte die Polizei, die vor seiner Zeit ebenfalls von Korruptionsfällen betroffen war. Gleichzeitig bekämpfte er die allgemeine Kriminalität einschließlich des organisierten Verbrechens. Seine Finanz- und Schulpolitik stieß bei den New Yorkern aber auf Ablehnung. Dadurch verlor er viel von seiner Beliebtheit. Ebenso unpopulär war seine Forderung im Vorfeld des amerikanischen Eintritts in den Ersten Weltkrieg nach universeller militärischer Ausbildung. Im Jahr 1917 wurde er nicht mehr zur Wiederwahl nominiert.  Nach seiner Zeit als Bürgermeister trat er während des Ersten Weltkrieges den Luftstreitkräften der United States Army bei. Im Juli 1918 war er auf einem Ausbildungsflugplatz in Louisiana stationiert. Er starb am 6. Juli bei einem militärischen Testflug im Calcasieu Parish, als sein Flugzeug abstürzte.
1928 wurde zu Ehren von John Purroy Mitchel im Central Park von New York eine Gedenkstätte errichtet. Die Büste wurde durch den Bildhauer Adolph Alexander Weinman geschaffen.